# Urticina piscivora
Urticina piscivora là một hải quỳ trong chi Urticina trong họ Actiniidae.